# 駅伝競走

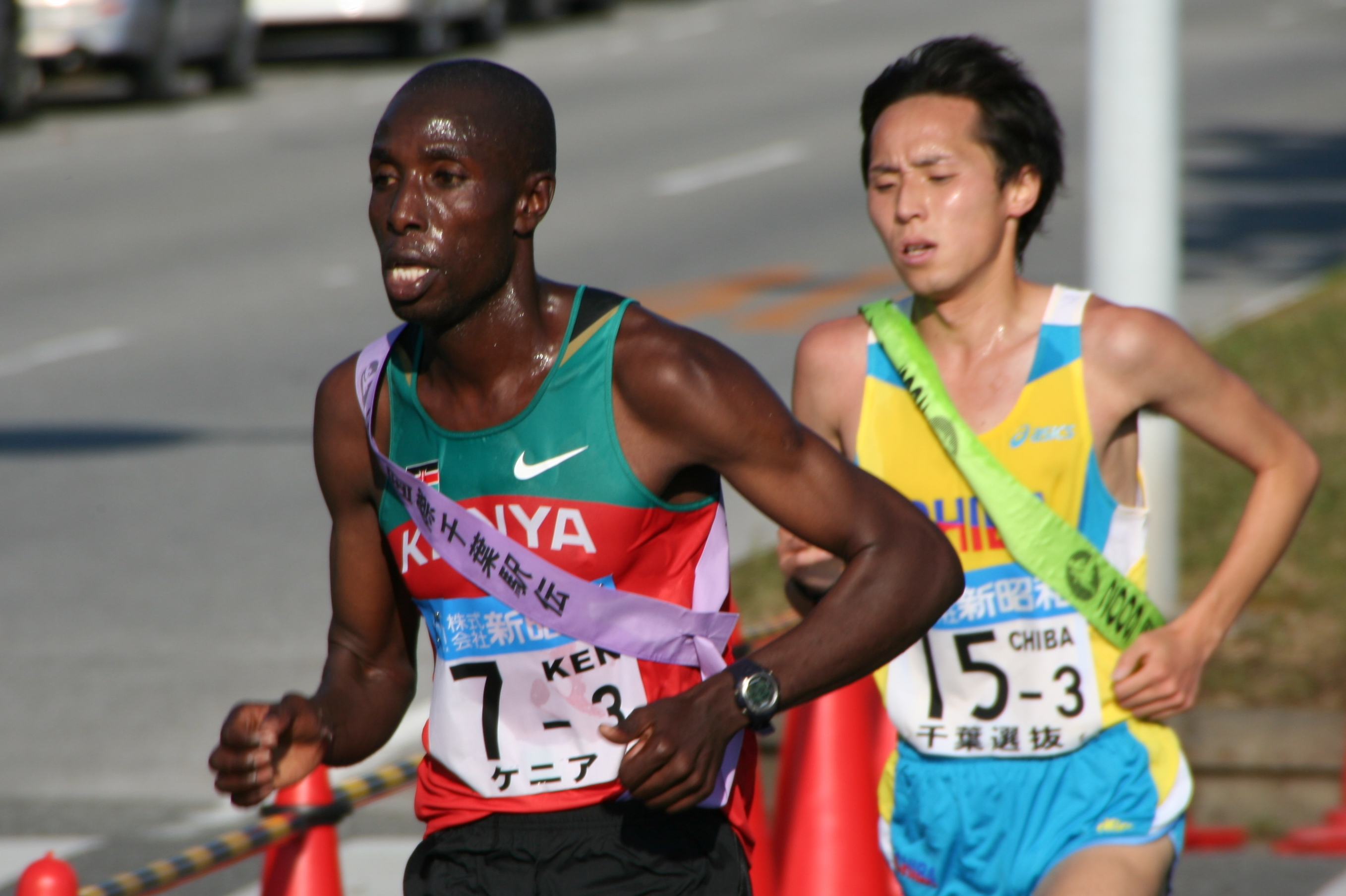
第21回国際千葉駅伝

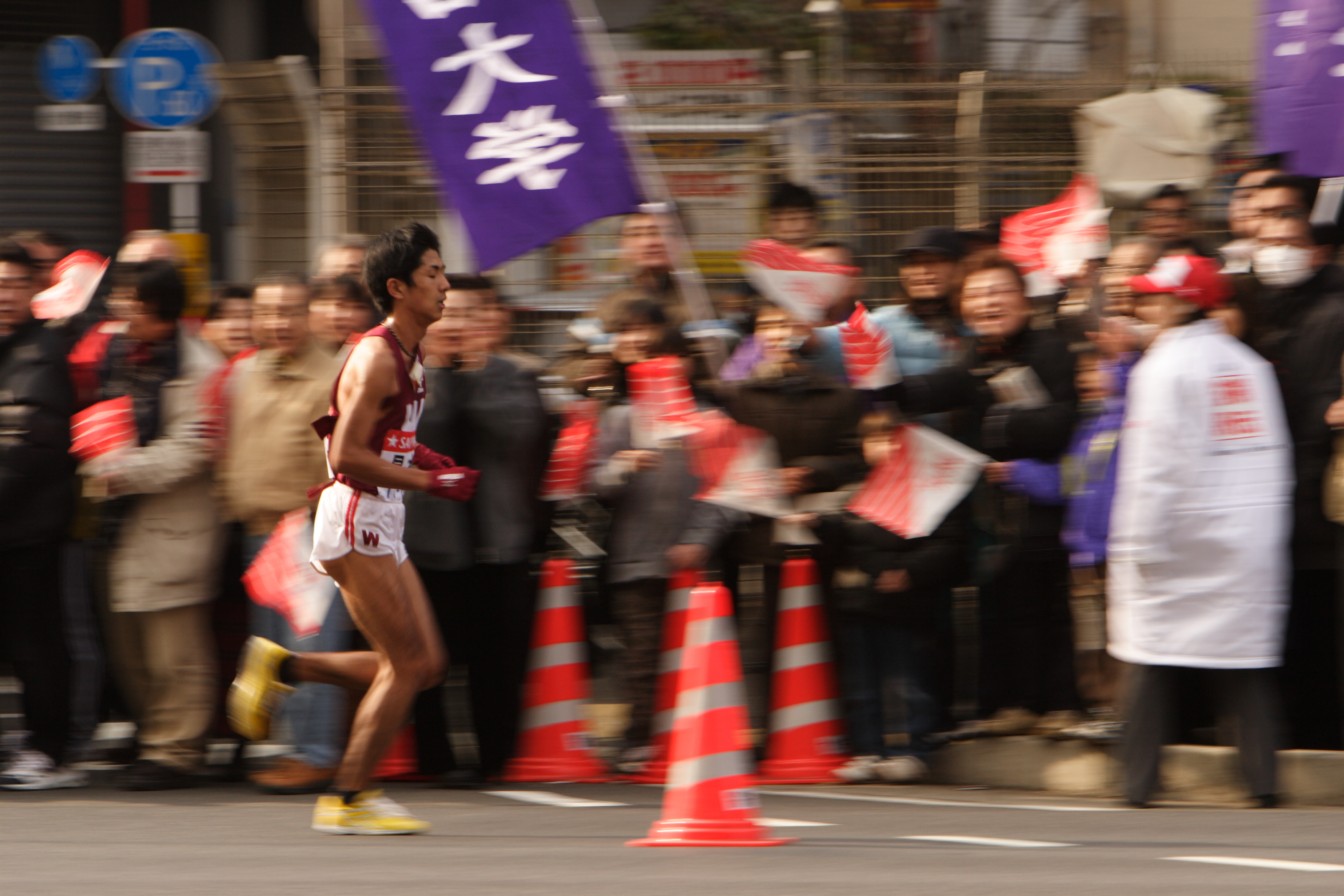
箱根駅伝 第83回 2007年

駅伝競走（えきでんきょうそう、英: Road relay）は、数人が長距離（長いものでは数百キロ）をリレー形式で走り、そのタイム（時間）を競う陸上競技である。一般的に「駅伝」と略されている。また、駅伝大会とも呼ばれる。

## 概要
駅伝競走の各走者は競技用の「たすき(襷)」を身に着けた状態でスタートし、「中継所」またはゴールまでの定められた区間を走り、中継所では前の区間の走者から次の区間の走者に「たすき渡し（タスキリレー）」を行ない、チームとしてのゴールを目指す。公道使用上の制限等の条件により、途中の中継所においてレース先頭からの一定以上遅れたチームでは、前の区間の走者が中継所に到達する前に次の区間の走者が「予備のたすき」を持ち「繰り上げスタート」を余儀なくされる場合もある。この場合でも、前の区間の走者が中継所に到達すれば、繰り上げ後の時間を加算することでチームとしての記録は成立する。チームのいずれかの走者が区間を完走しない場合には、チームとしての記録は不成立となり棄権扱い（記録なし）となる。
各走者が走る距離、総距離、区間数、性別等の組み合わせは大会によって様々であるが、ワールドアスレティックス（世界陸連）が定める国際レースの基準では男女別にフルマラソンと同じ42.195kmを6区間（5 km、10 km、5 km、10 km、5 km、7.195 km）で走る。
世界陸連では、駅伝の国際名称を"Road relay"としているが、近年までは日本でしか行われていない競技であった為、"Ekiden"と呼んだり、説明的に"Marathon relay"と呼ばれたりすることがある。ただし近年では海外でもハワイ・グアム・ベルギー・ニュージーランド・オーストラリア・カナダ・シンガポールなどで駅伝大会が行われている。

## 歴史

京都・三条大橋・駅伝発祥の地の碑

競技としての最初の駅伝は、東京奠都50周年記念として讀賣新聞社会部長・土岐善麿の発案で同社が主催し 1917年4月27日に行われた「東海道駅伝徒歩競走」とされる。関西組と関東組に分かれ京都の三条大橋を午後2時に出発し、東京の上野不忍池（しのばずのいけ）までの23区間、約508kmを昼夜問わず走り抜けるもので、先着の関東組がゴールに到着したのは翌々日の午前11時34分であった。この時の関東組のアンカーは金栗四三である。三条大橋と不忍池のほとりにはそれぞれ「駅伝発祥の地」の碑が現存する。
「東海道駅伝徒歩競走」の開催にあたり、当時の大日本体育協会副会長および神宮皇學館館長・武田千代三郎が競技名を「駅伝」と名づけた。古代の交通制度である伝馬制からヒントを得たと言われている。駅伝という言葉自体は、日本書紀にも記載されているほど古いものである。首都と地方の間の道路網に30里（約16km）毎に置かれた中継所のことを「駅」といい、ここに宿泊施設や人、馬を配置していた。駅に朝廷の使者が到着すると、次の駅まで乗り継ぎの馬を用意する仕組みが整っており、この制度を「駅制と伝馬制」あるいは「駅伝貢進」といった。

## 日本で開催・施行される駅伝競走大会
ここでは日本国内で行われ、なおかつ全国もしくは地域ブロックでテレビ・ラジオ中継されている大会を挙げる（カッコ内はその大会の総距離）。学校管理下で行われる当該競走は課外活動が中心になって参加選手生徒の任意参加で行われており、文部科学省策定の学習指導要領に当該種目の記載は無いが、保護者を含めて熱心に取り組む自治体や学校も多い。

### 男女混合
- 全国大学対校男女混合駅伝競走大会（6区間／20.0 km／男女各3区間：開催地 大阪府）
- 全国車いす駅伝競走大会（都道府県対抗、5区間／21.3 km／選手編成は男女問わず：開催地 京都府）

### 男子

#### 実業団駅伝
- 全国大会
  - 全日本実業団対抗駅伝競走大会（ニューイヤー駅伝。7区間／100.0 km：開催地 群馬県）
- 地方大会
  - 東日本実業団対抗駅伝競走大会（7区間／76.9 km：開催地 埼玉県）
  - 中部・北陸実業団対抗駅伝競走大会（7区間／80.5 km：開催地 愛知県）
  - 関西実業団対抗駅伝競走大会（7区間／80.45 km：開催地 和歌山県）
  - 中国実業団対抗駅伝競走大会（7区間／80.8 km：開催地 広島県）
  - 九州実業団毎日駅伝競走大会（7区間／89.3 km：開催地 大分県）

#### 大学駅伝
- 全国大会
  - 全日本大学駅伝対校選手権大会（全日本大学駅伝。8区間／106.8 km：開催地 愛知県・三重県）
  - 出雲全日本大学選抜駅伝競走（出雲駅伝。6区間／45.1 km：開催地 島根県）
- 地方大会
  - 東京箱根間往復大学駅伝競走（箱根駅伝。往路 5区間／107.5 km・復路 5区間／109.6 km・総合計 10区間／217.1 km：開催地 東京都・神奈川県）
  - 東海学生駅伝対校選手権大会（6区間／55.9 km：開催地 愛知県）
  - 関西学生対校駅伝競走大会（丹後大学駅伝。8区間／74.7 km：開催地 京都府)
  - 中国四国学生駅伝競走大会（6区間／53.5 km：開催地 山口県）
  - 九州学生駅伝対校選手権大会（平成新山島原学生駅伝。7区間／57.75 km：開催地 長崎県）

#### 高校駅伝
- 全国高等学校駅伝競走大会（7区間／42.195 km：開催地 京都府）

#### 中学校駅伝
- 全国中学校駅伝大会（6区間／18.0 km：開催地 滋賀県）

#### 都道府県対抗駅伝
- 全国大会
  - 天皇盃全国都道府県対抗男子駅伝競走大会（ひろしま男子駅伝。7区間／48.0 km：開催地 広島県）

#### ジャンルなし
- 富士登山駅伝競走大会（11区間／48.19 km：開催地 静岡県）
- 十和田八幡平駅伝競走全国大会（5区間／71.4 km：開催地 秋田県）
- 全国男鹿駅伝競走大会（7区間／64.7 km：開催地 秋田県）

### 女子

#### 実業団駅伝
- 全国大会
  - 全日本実業団対抗女子駅伝競走大会（クイーンズ駅伝。6区間／42.195 km：開催地 宮城県）
  - 全日本実業団対抗女子駅伝競走大会予選会（プリンセス駅伝。6区間／42.195 km：開催地 福岡県）

#### 大学駅伝
- 全国大会
  - 全日本大学女子駅伝対校選手権大会（杜の都駅伝。6区間／38.0 km：開催地 宮城県）
  - 全日本大学女子選抜駅伝競走大会（富士山女子駅伝。7区間／43.4 km：開催地 静岡県）

#### 高校駅伝
- 全国高等学校駅伝競走大会（5区間／21.0975 km：開催地 京都府）

#### 中学校駅伝
- 全国中学校駅伝大会（5区間／12.0 km：開催地 滋賀県）

#### 都道府県対抗駅伝
- 全国大会
  - 皇后盃全国都道府県対抗女子駅伝競走大会（9区間／42.195 km：開催地 京都府）

#### ジャンルなし
- 選抜女子駅伝北九州大会（一般5区間・高校6区間／27.2 km：開催地 北九州市）

## 過去に日本で開催・施行されていた駅伝競走大会
ここでは過去に日本国内で行われ、なおかつ全国もしくは地域ブロックでテレビ・ラジオ中継されていた大会を挙げる。カッコ内はその大会の総距離。

### 男女混合

#### 国際駅伝
- 国際千葉駅伝（第19-26回、6区間／42.195 km：開催地 千葉県千葉市）

#### 都道府県対抗駅伝
- 地方大会
  - 環日本海新潟駅伝（7区間／42.195 km：開催地 新潟県）

### 男子

#### 国際駅伝
- 国際千葉駅伝（第1-18回、6区間／42.195 km：開催地 千葉県千葉市）

#### 都道府県対抗駅伝
- 地方大会
  - 東日本縦断駅伝
  - 九州一周駅伝

#### 大学駅伝
- 全日本学生選抜能登半島一周駅伝競走大会（26区間／341.6 km：開催地 富山県・石川県）

#### ジャンルなし
- 名岐駅伝（6区間／一般52.6 km・高校40.2 km：開催地 岐阜県・愛知県）
- 中国駅伝（8区間／107.5 km：開催地 広島県）
- 朝日駅伝（7区間／99.9 km：開催地 福岡県）
- 中国山口駅伝（7区間／84.4 km：開催地 山口県）

### 女子

#### 国際駅伝
- 横浜国際女子駅伝（6区間／42.195 km：開催地 神奈川県横浜市）
- 国際千葉駅伝（第1-18回、6区間／42.195 km：開催地 千葉県千葉市）

#### 実業団駅伝
- 東日本実業団対抗女子駅伝競走大会（6区間／42.195 km：開催地 埼玉県）
- 実業団女子駅伝中日本大会（6区間／42.195 km：開催地 岐阜県）
- 淡路島女子駅伝競走大会（6区間／42.195 km：開催地 兵庫県）
- 実業団女子駅伝西日本大会（6区間／42.195 km：開催地 福岡県）
- 九州実業団対抗女子駅伝競走大会（6区間／42.195 km：開催地 福岡県）

#### 大学駅伝
- 日光いろは坂女子駅伝大会（6区間／23.4 km：開催地 栃木県）

#### 都道府県対抗駅伝
- 東日本女子駅伝（9区間／42.195 km：開催地 福島県）

#### ジャンルなし
- FUKUIスーパーレディス駅伝（6区間／30.0 km：開催地 福井県福井市）

## 日程表
年によって多少前後することがある。
| 時期 | 時期                       | 駅伝大会                                                  | マラソン大会                      |
| ---- | -------------------------- | --------------------------------------------------------- | --------------------------------- |
| 10月 | 第2月曜日 （スポーツの日） | 出雲全日本大学選抜駅伝競走                                |                                   |
| 10月 | 最終日曜日                 | 全日本大学女子駅伝対校選手権大会                          |                                   |
| 11月 | 第1日曜日                  | 全日本大学駅伝対校選手権大会                              |                                   |
| 11月 | 11月3日 （文化の日）       | 東日本実業団対抗駅伝競走大会                              |                                   |
| 11月 | 第4日曜日                  | 関西学生対校駅伝競走大会 全日本実業団対抗女子駅伝競走大会 |                                   |
| 12月 | 第1土曜日                  | 九州学生駅伝対校選手権大会 （男女別大会）                 |                                   |
| 12月 | 第1日曜日                  |                                                           | 防府読売マラソン 福岡国際マラソン |
| 12月 | 第4日曜日                  | 全国高等学校駅伝競走大会 （午前：女子、午後：男子）       |                                   |
| 12月 | 12月30日                   | 全日本大学女子選抜駅伝競走大会                            |                                   |
| 1月  | 1月1日 （元日）            | 全日本実業団対抗駅伝競走大会                              |                                   |
| 1月  | 1月2・3日                  | 東京箱根間往復大学駅伝競走                                |                                   |
| 1月  | 第2日曜日                  | 全国都道府県対抗女子駅伝競走大会                          |                                   |
| 1月  | 第3日曜日                  | 全国都道府県対抗男子駅伝競走大会                          |                                   |
| 1月  | 第4日曜日                  |                                                           | 大阪国際女子マラソン              |
| 2月  | 第1日曜日                  |                                                           | 別府大分毎日マラソン              |
| 2月  | 第2日曜日                  |                                                           | 延岡西日本マラソン                |
| 2月  | 第3日曜日                  | 全国招待大学対校男女混合駅伝競走大会                      | 青梅マラソン                      |
| 2月  | 第4日曜日                  |                                                           | 大阪マラソン                      |
| 3月  | 第1日曜日                  |                                                           | 東京マラソン                      |
| 3月  | 第2日曜日                  |                                                           | 名古屋ウィメンズマラソン          |

## 記録
42.195kmを6区間で走る国際陸上競技連盟公認ルールでの記録は下記の通り。

### 男子世界記録
- ケニア代表 1時間57分06秒 （2005年11月23日 国際千葉駅伝）

### 男子日本記録
- 日本代表 1時間58分58秒 （2005年11月23日 国際千葉駅伝。メンバーは佐藤敦之、細川道隆、松宮隆行、佐藤悠基、瀬戸智弘、家谷和男、大坪隆誠）

この記録は同時にアジア記録でもある。

### 女子世界記録
- 中国代表 2時間11分41秒 （1998年2月28日 北京国際女子駅伝）

### 女子日本記録
- 日本代表 2時間16分13秒 （1998年2月28日 北京国際女子駅伝。メンバーは渋井陽子、藤川亜希、里村桂、大南敬美、下司則子、大南博美）

### 男女混合世界記録
- ケニアチーム 2時間4分40秒（2011年11月23日 国際千葉駅伝）

### 男女混合日本記録
- 日本代表 2時間4分59秒 （同大会。メンバーは上野裕一郎・西原加純・竹澤健介・小林祐梨子・鎧坂哲哉・新谷仁美）

## 死亡事故
1956年12月11日、箱根大学駅伝に出場予定だった専修大学走者が試走中に交通事故死。
2011年9月29日、小学6年生の女児が学校課外活動の駅伝練習中に倒れ、心停止により死亡。
類似事故事例